# Chuckwagon

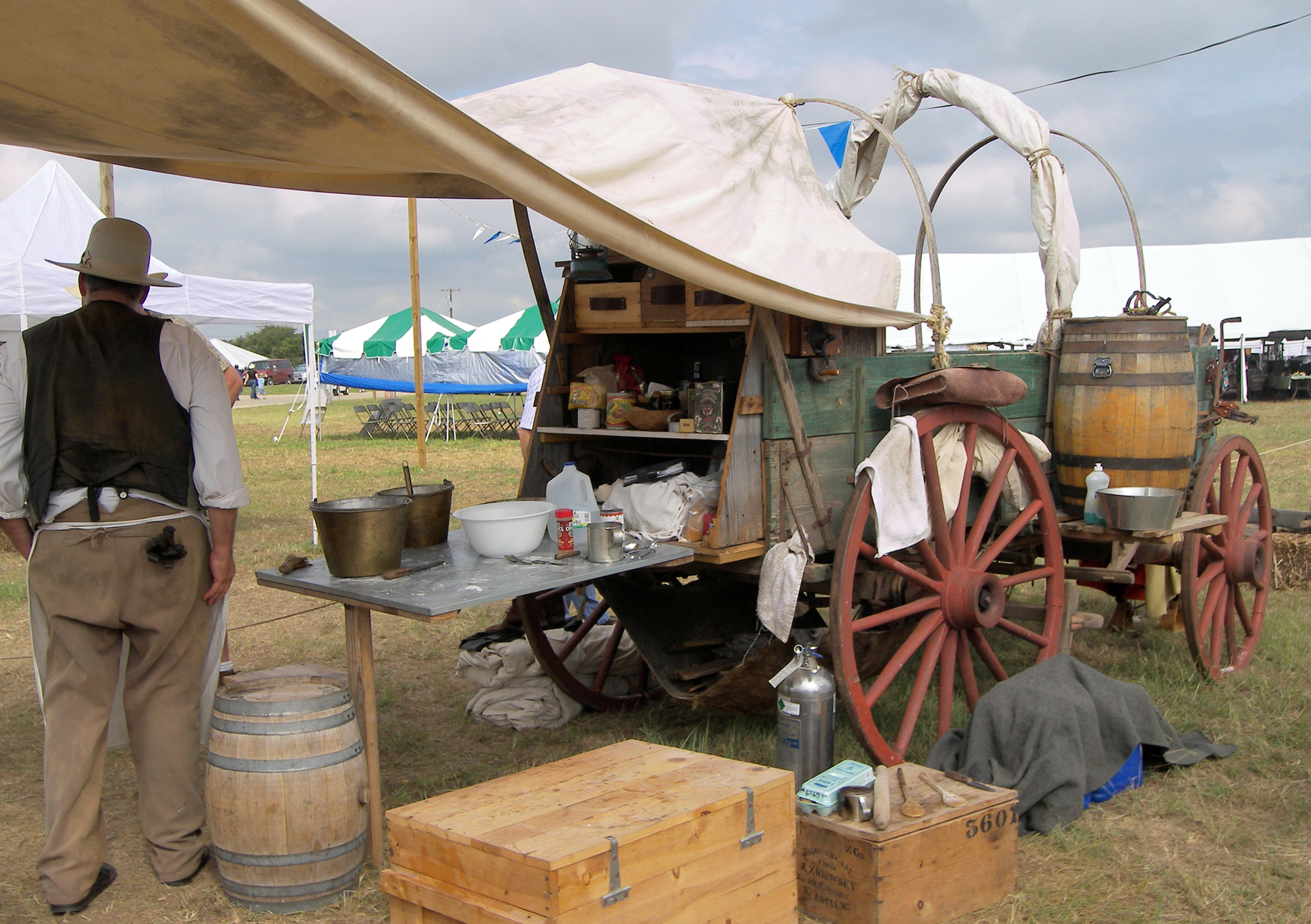
Réplica de un chuckwagon.

El chuckwagon fue una carreta modificada para ser utilizada en el transporte de provisiones e implementos de cocina en las largas travesías de arreo de ganado al norte - centro de los Estados Unidos en la segunda mitad del siglo XIX.

## Inicios
La invención del chuckwagon se le adjudica al ganadero Charles Goodnight, quien en 1866 al transportar ganado desde Belknap, Texas, a Denver, Colorado, adquirió una carreta a la cual le hizo diversas modificaciones para llevar provisiones y hacer de ella una especie de cocina movible. El diseño fue copiado y su uso se extendió a las extenuantes travesías de arreo de rebaños en boga en esa época. Su utilidad se debía a la necesidad de llevar alimento para los cowboys que realizaban una ardua labor en tales jornadas.

## Características
La característica especial de este vehículo era un compartimiento en la parte trasera, la cual contenía una tapadera que, al abrirla, quedaba suspendida a manera de mesa de trabajo para el cocinero. Tal compartimiento tenía además gavetas para guardar el alimento y demás utensilios. Su nombre de debió a que la comida era llamada chuck y el compartimiento chuck box, derivando entonces en chuck wagon a todo el carro. También se estilaba poner cuero extendido en la parte baja para almacenar madera y trozos de carne. La parte delantera de la carreta era usada para llevar los implementos más pesados y ropa de dormir.

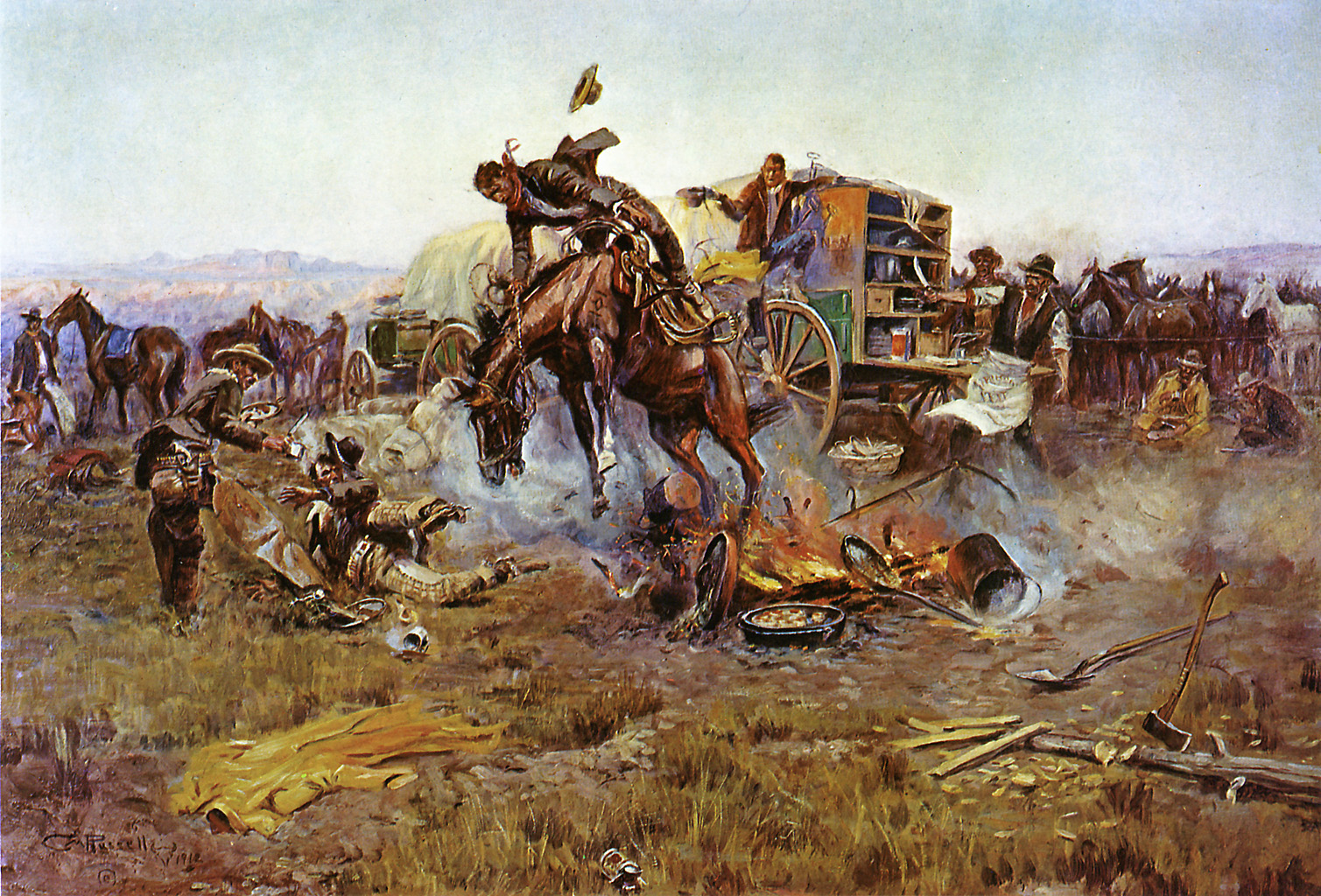
Bronc to Breakfast, de Charles Marion Russell.

## El cocinero y la comida
El chuckwagon —manejado por el cocinero o cookie— era el primero en partir en la jornada hacia un lugar especificado de antemano. Allí se preparaba la comida a la espera de los vaqueros; para esto el cocinero trabajaba arduamente, pues luchaba contra las adversidades del terreno y la administración de los recursos a mano, puesto que el combustible y el agua no eran especialmente abundantes. A la hora de la degustación era él quien tomaba control de la situación, además era considerado con extremo respeto pues de él dependía el sustento. El cookie no solo cumplía su labor principal sino que además devenía en hacer de barbero, médico, banquero e intermediario en disputas.
La zona de comida era un centro social de las travesías. Todo comenzaba bajo el llamado del cocinero de “come and get it!" (¡vengan y tómenlo!) a los vaqueros para que estos se hicieran de su ración. A la noche los jinetes se reunían alrededor de una fogata y el sitio era pleno de canciones, chanzas e historias reales o ficticias. A pesar del ambiente distendido muchas reglas de etiqueta eran respetadas en el lugar, tales como no atar caballos en la cercanía del la carreta, no levantar polvo mientras se preparaba la comida, no usar la tabla del cocinero para comer, no tomar el último pedazo de comida hasta asegurarse que todos los comensales estuvieran servidos, etc. Si un individuo iba a servirse café y alguien gritaba “¡hombre en la cazuela!”, era obligado a servir la bebida a todos. Esas reglas eran pensadas a favor del bien común.
Los platos diarios raramente variaban de carnes —preparadas en diferentes formas—, frijoles, caldos, bizcochos y eventualmente postre que incluía algún pastel de manzana.